# Refugi macabre
Refugi macabre (títol original en anglès: Asylum) és una pel·lícula britànica dirigida per Roy Ward Baker, estrenada el 1972.
Ha estat doblada al català.
Els estudis Amicus perpetua amb aquest títol una fórmula amb la que van especialitzar-se amb relatiu èxit: la pel·lícula d'esquetxos. Fundant el seu relat en diverses històries reunides en un mateix marc (en aquest cas un asil de bojos), aquest mode narratiu permet reagrupar, amb poques despeses, en un mateix cartell un nombre impressionant d'especialistes del gènere, aquí: Peter Cushing, Herbert Lom, Patrick Magee... amb algunes estrelles convidades procedents d'altres registres, com Barbara Parkins, Charlotte Rampling, Robert Powell o Richard Todd.
El guió es funda a més a més, com sovint a Amicus, en novel·les escrites pel famós autor de Psicosi, Robert Bloch.

## Argument
El doctor Martin, un jove psiquiatre, pretén un lloc en un petit asil en una racó d' Anglaterra. L'home que el rep requereix com a examen discernir qui, entre els quatre pacients del lloc, va ser el seu soci abans de perdre la raó i atacar-lo. Martin els visita un a un i escolta la seva història.

## Repartiment
- Peter Cushing: Smith
- Britt Ekland: Lucy
- Herbert Lom: Byron
- Patrick Magee: El Doctor Rutherford
- Barry Morse: Bruno
- Barbara Parkins: Bonnie
- Robert Powell: El Doctor Martin
- Charlotte Rampling: Barbara
- Sylvia Syms: Ruth
- Richard Todd: Walter
- James Villiers: George
- Geoffrey Bayldon: Max Reynolds
- Ann Firbank: Anna
- Megs Jenkins: Miss Higgins
- John Franklyn-Robbins: Stebbins

## Al voltant de la pel·lícula
- Totes les escenes de Peter Cushing van ser rodades en només dos dies.
- Geoffrey Bayldon va reemplaçar Spike Milligan, que va deixar el projecte poc abans del començament del rodatge.
- L'any següent, el cineasta va retrobar Peter Cushing, Herbert Lom i Patrick Magee per a And Now the Screaming Starts! (1973). El realitzador, que ja havia dirigit Cushing a The Vampire Lovers (1970), retrobarà l'actor a The Legend of the 7 Golden Vampires (1974) i Sherlock Holmes i les màscares de la mort (1984).

## Banda original
- A Night on the Bald Mountain, compost per Modeste Moussorgski i interpretat per Douglas Gamley.
- Pictures at an Exhibition, compost per Modeste Moussorgski i interpretat per Douglas Gamley.

## Premis
- Premi Interfilm i Premi OCIC, al Festival de Berlin el 1973.
- Unicorn d'or al Festival internacional de París de cinema fantàstic i de ciència-ficció.